# Джаду, Махеш
Махеш Джаду (англ. Mahesh Jadu; родился 26 октября 1982 года, Карлтон, Виктория, Австралия) — австралийский киноактёр.

## Биография
Махеш Джаду родился в Карлтоне в штате Виктория, в семье индийского происхождения, которая перебралась в Австралию с Маврикия. Джаду снимался в фильмах «Извини, брат!» (2008), «Магнетизм» (2013), «Я, Франкенштейн» (2014), телесериалах «Соседи» (1985—2012), «Лучший человек» (2013), «Марко Поло».

В 2017 году Джаду сыграл роль испанского солдата в фильме «Пираты карибского моря: мертвецы не рассказывают сказки», а в 2019 году сыграл роль Вильгефорца из Роггевеена в первом сезоне сериала «Ведьмак» от американской компании Netflix. Созданный им образ подвергся критике, в том числе из-за происхождения актёра: действие книг Анджея Сапковского, по которым снято шоу, происходит в мире, который ассоциируется со средневековой Европой.

## Фильмография
| Год  |   | Название        | Роль                     |
| ---- | - | --------------- | ------------------------ |
| 2008 | ф | Извини, брат!   | Имя персонажа не указано |
| 2013 | с | Лучший человек  | Имя персонажа не указано |
| 2014 | ф | Я, Франкенштейн | Офир                     |
| 2014 | с | Марко Поло      | Ахмад                    |
| 2019 | с | Ведьмак         | Вильгефорц из Роггевеена |